# Meringopus attentorius
Meringopus attentorius är en stekelart som först beskrevs av Georg Wolfgang Franz Panzer 1804.  Meringopus attentorius ingår i släktet Meringopus och familjen brokparasitsteklar. Inga underarter finns listade i Catalogue of Life.